# لیبنشتاین
لیبنشتاین (به آلمانی: Liebenstein) یک شهر در آلمان است که در ایلم-کرایس واقع شده‌است. لیبنشتاین ۳۹۹ نفر جمعیت دارد.